# Cimetière monumental de Barletta
 (septembre 2024).
Le Cimetière monumental de Barletta est le cimetière de la ville de Barletta dans la région des Pouilles en Italie.

## Histoire
La construction du cimetière débuta en 1840, à la suite de l'édit de Ferdinand II des Deux-Siciles, qui prévoyait la construction de cimetières hors des murs de la ville. Le projet fut confié à Sponzilli de Barletta, chef du génie civil du royaume de Naples en 1843. Le nouveau cimetière fut inauguré dans la seconde moitié du XIXe siècle.

## Architecture et monuments

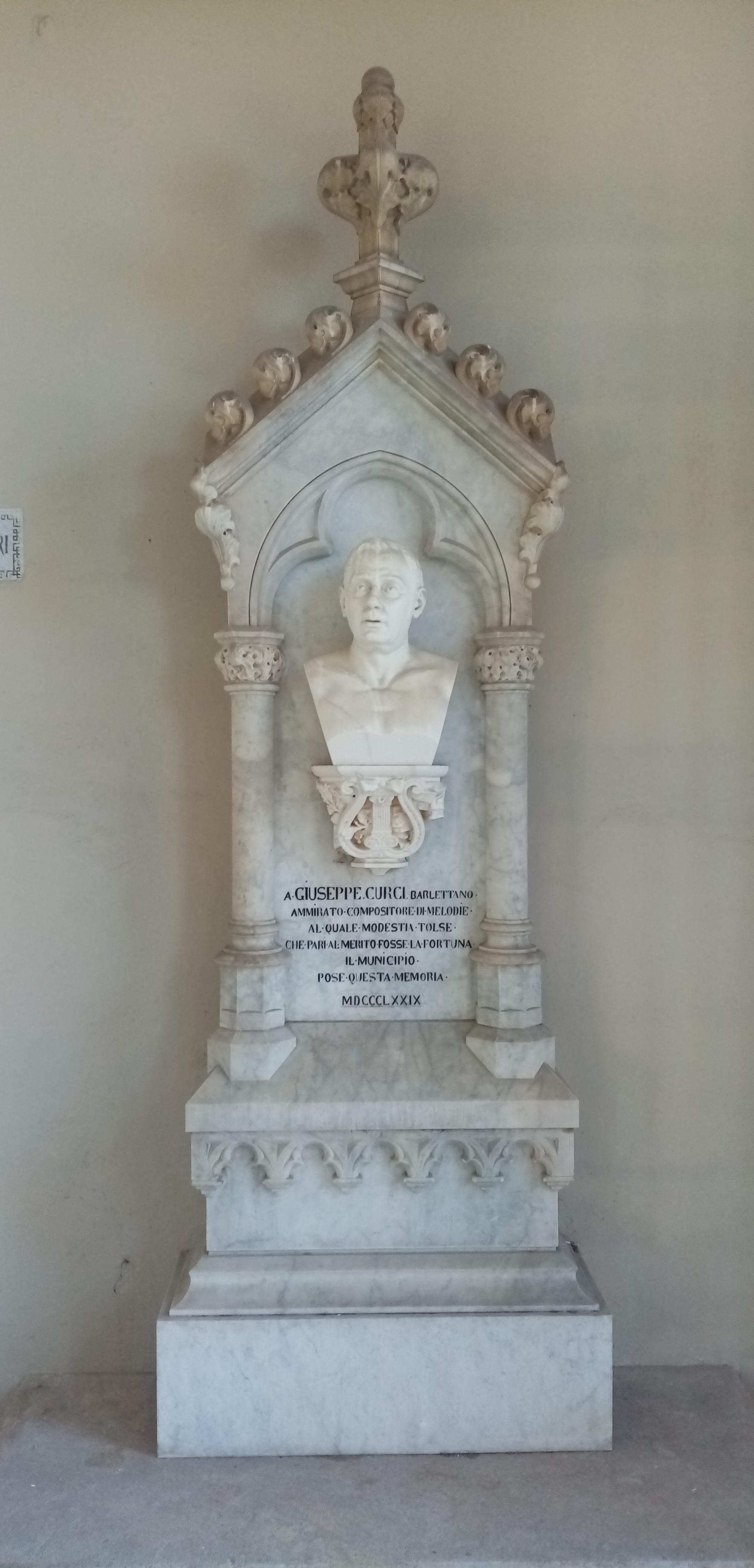
Le monument au musicien Giuseppe Curci.

### La section grec-orthodoxe

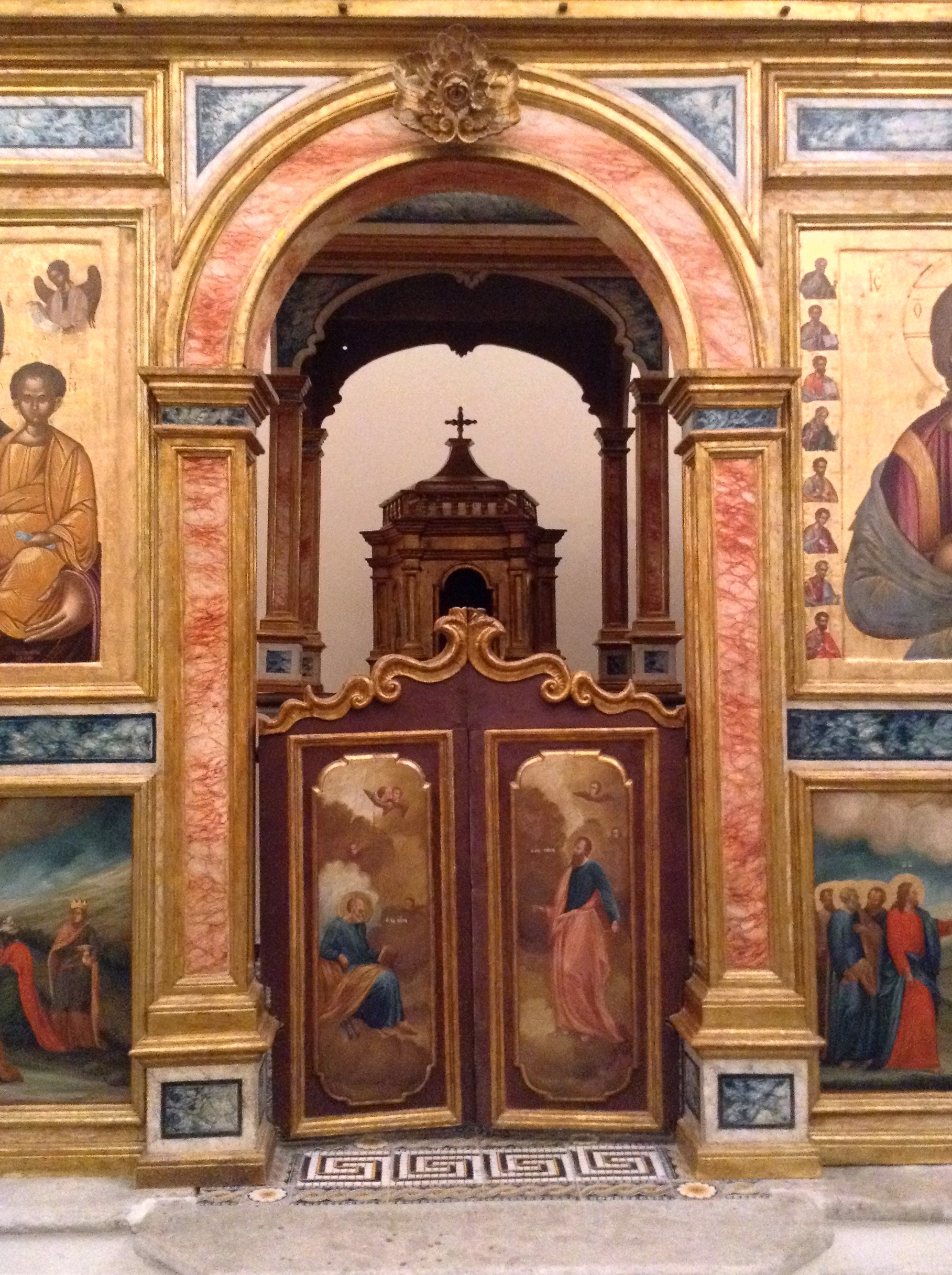
Église orthodoxe de Barletta.

La section grecque orthodoxe date du milieu du XIXe siècle. Il est situé dans la partie qui sépare l’ancien cimetière du cimetière moderne. Elle fait environ 1 000 m2.

### L'église pyramidale

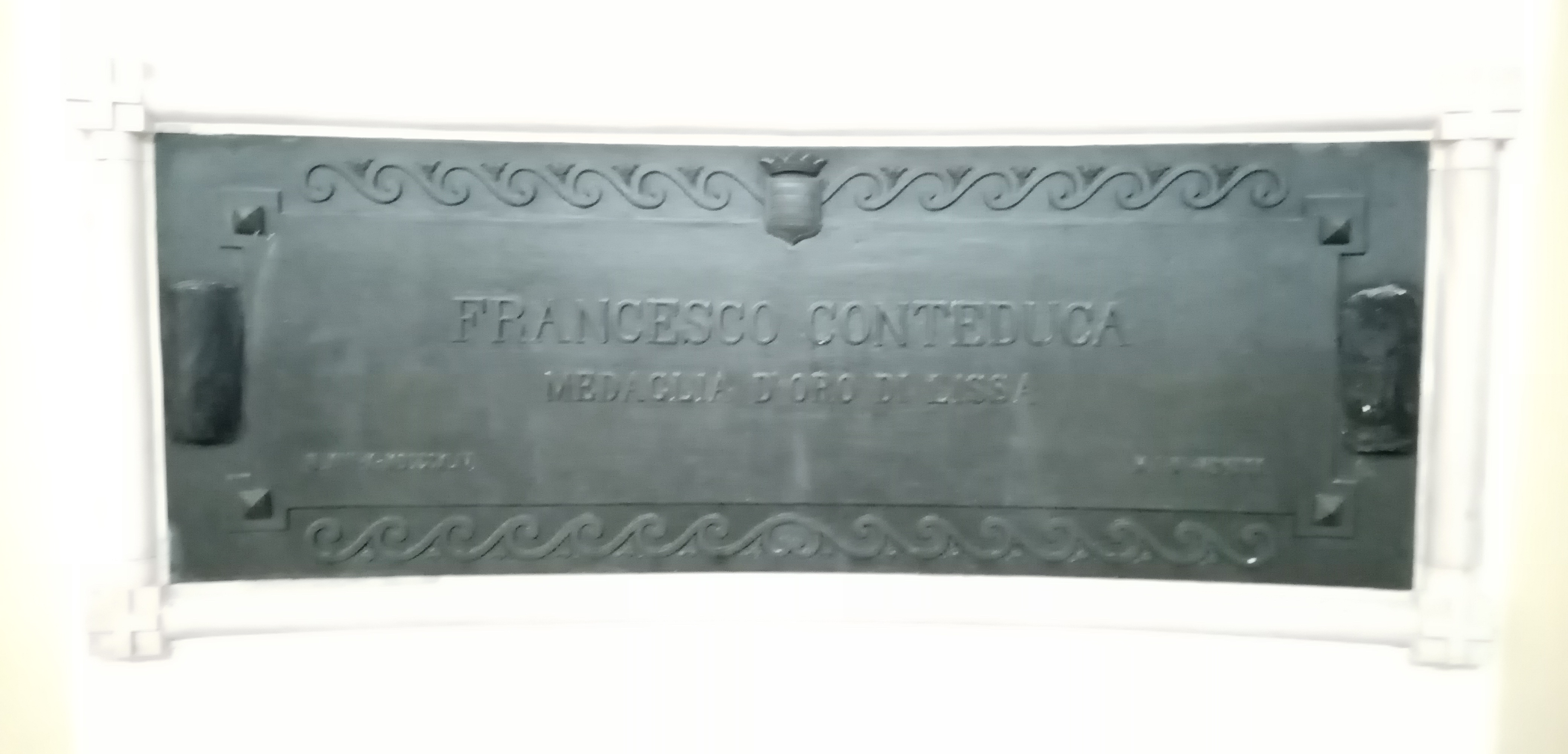
Intérieur de l'église.

Au début, la pyramide était censée servir d'entrée au cimetière, mais le projet initial a été renversé à plusieurs reprises. En 1860, elle fut inaugurée comme chapelle de cimetière.

### L'ossuaire yougoslave

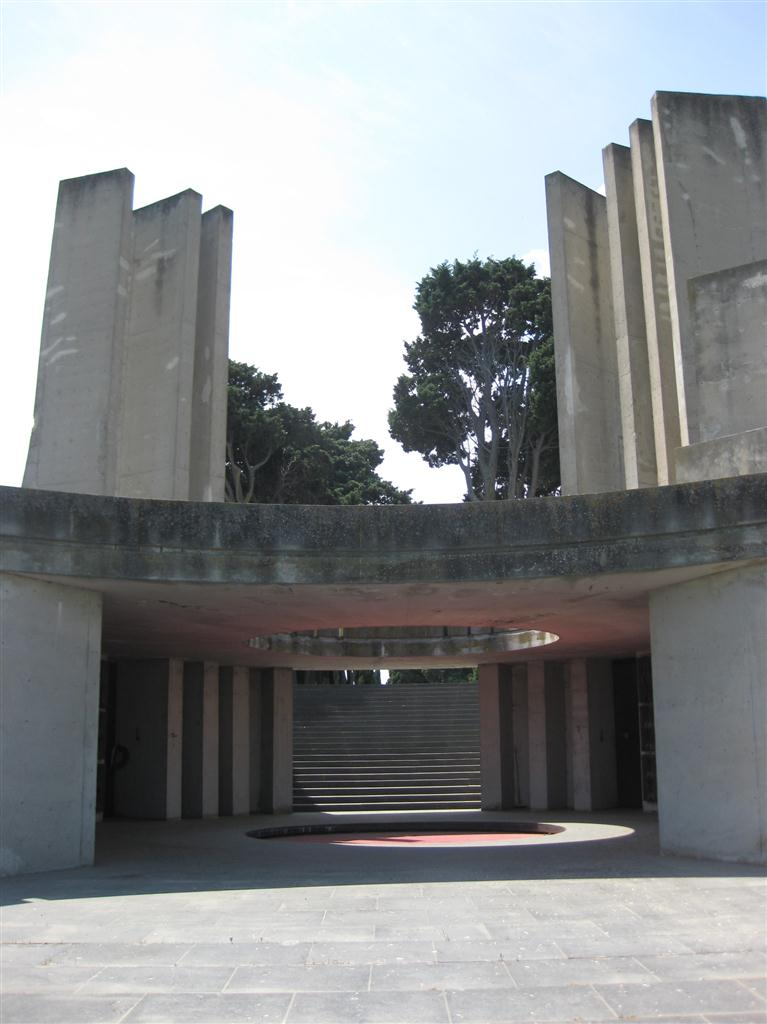

L'ossuaire commémoratif des soldats yougoslaves, conçu par le sculpteur Dušan Džamonja en 1968 et inauguré le 4 juillet 1970 semble être l'un des quatre spomenici d'Italie, avec Sansepolcro, Gonars et Prima Porta près de Rome. Il conserve les restes de 825 morts ainsi que la mémoire de 463 autres combattants dont les dépouilles n'ont pas été retrouvées, ce qui fait un total de 1 288 morts